# Lester Bowie

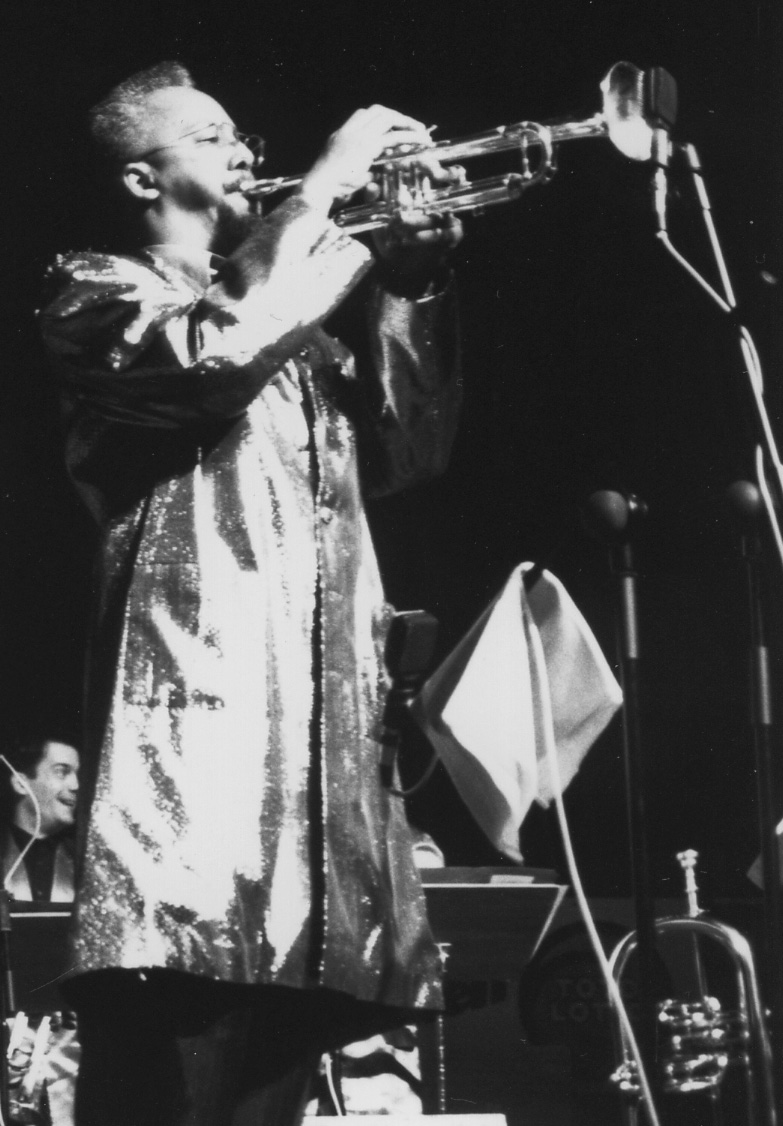
Lester Bowie Mitte der 1990er Jahre

William Lester Bowie (* 11. Oktober 1941 in Frederick, Maryland; † 8. November 1999 in Brooklyn) war ein US-amerikanischer Jazztrompeter, -Bandleader und -Komponist.

## Leben
Bowie wuchs als Teil des „Bowie-Clans“ in Little Rock und St. Louis auf, wo er früh Kornett und Trompete lernte und in Schulbands spielte. Sein Vater war Trompeter und leitete eine Hausband; sein Bruder Byron war Saxophonist und Bruder Joe spielte Posaune. Seine erste eigene Band nannte sich Continentals (1954); es folgten erste Auftritte als Begleitmusiker von Doo-Wop-Gruppen. Bowie studierte an der Lincoln University in St. Louis und an der North Texas State University in Dallas. Dort spielte er u. a. mit James Clay, Billy Harper und David Newman, trat aber in dieser Phase vor allem mit Oliver Lake, Joe Tex und Jimmy Forrest auf. Während der Ableistung des Militärdienstes bei der Luftwaffe in Texas (1958–1960) trat er in Nachtclubs auf und spielte in Army- und Rhythm-'n'-Blues-Bands, u. a. mit seiner späteren Frau, der Sängerin Fontella Bass, die Bandsängerin bei Oliver Sein war.
Anfang der 1960er Jahre gehörte er verschiedenen R&B-Bands an, die im Süden und Mittleren Westen der USA konzertierten, wie mit Little Milton, Albert King; er tourte in dieser Zeit auch mit Zirkusbands und wirkte 1964/65 als Studiomusiker bei R&B-Aufnahmen des Labels Chess mit. Um 1964 kehrte er nach St. Louis zurück und leitete gemeinsam mit dem Schlagzeuger Phillip Wilson eine Hardbop-Formation. 1966 zog er nach Chicago und gehörte zu den Gründungsmitgliedern des Association for the Advancement of Creative Musicians (AACM), einer afroamerikanischen Musikervereinigung, dessen zweiter Vorsitzender er wurde. Bowie wirkte auch bei der Gründung der Black Artists Group und des Great Black Music Orchestra in St. Louis mit; außerdem spielte er 1979 in New York im daraus hervorgegangenen Human Arts Ensemble.
In Chicago gehörte Bowie zunächst der Band von Roscoe Mitchell an und wirkte auch bei dessen Debütalbum für Delmark mit; mit ihm sowie mit Joseph Jarman und Malachi Favors gründete er Ende der 1960er Jahre eines der maßgeblichen Free-Jazz-Ensembles, das Art Ensemble of Chicago, mit dem er zahlreiche Platten vorlegte und regelmäßig auf Tourneen ging, u. a. 1969 erstmals nach Europa. Außerdem wirkte er in dieser Zeit bei Aufnahmen u. a. von Archie Shepp (Blasé), Sunny Murray, Jimmy Lyons, und Cecil Taylor mit. 1969 hatte seine ausgedehnte Komposition Gettin’ to Know Y’ All, uraufgeführt von 50-köpfigen Baden-Baden Free Jazz Orchestra Premiere, das eine erneute Darbietung 1970 auf dem Frankfurter Jazzfestival erlebte.
In den 1970er Jahren war er außerdem mit eigenen Projekten, wie Serious Fun, aktiv und wirkte auch bei einigen Rockjazz-Aufnahmen mit. 1974 ging er auf Tour in den Senegal und spielte dort mit lokalen Schlagzeugern. Ende des Jahrzehnts spielte er zusammen mit John Abercrombie und Eddie Gomez in der Formation New Directions des Schlagzeugers Jack DeJohnette, sowie 1977 mit David Murray, dem Luther Thomas Creative Ensemble und 1978 mit Wadada Leo Smith (Divine Love). 1979 trat er im 59-köpfigen Sho Nuff Orchestra in New York auf, mit dem jedoch keine Aufnahmen entstanden sind.
Anfang der 1980er Jahre experimentierte Bowie mit seinem Bandprojekt From Roots to the Source, die „einen Bogen von Afrika über Gospel-Songs bis zum zeitgenössischen Jazz schlug.“ Bowie sagte hierzu:

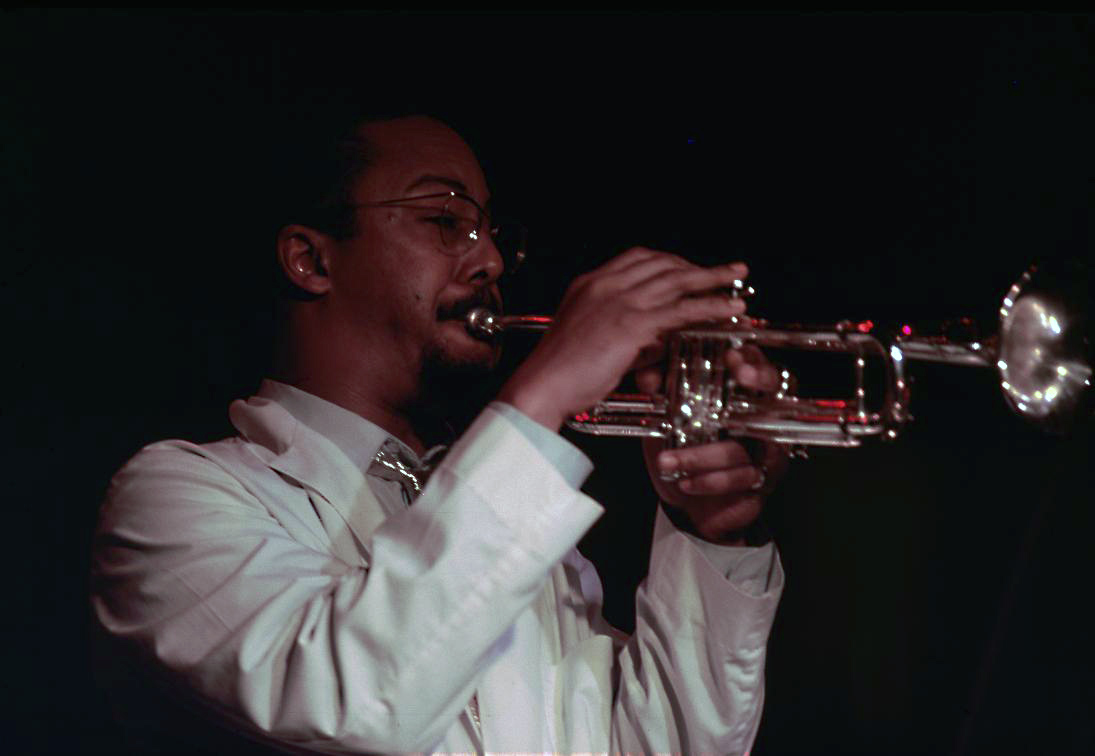
Lester Bowie 1984 in der Fabrik in Hamburg

„Unsere schwarze Musiktradition reicht nicht nur bis New Orleans zurück. Sie ist Tausende von Jahren alt. Das versuchen wir mit unserer Musik auszudrücken.“
In den 1980ern kam es nach Experimentieren mit Bläser-Ensembles zwischen fünf und 59 Personen zur Gründung der populären Brass Fantasy, der künstlerisch führenden unter den damals aufkommenden neuen Jazz-Brassbands. Außerdem spielte er 1983 im New Yorker Hot Trumpet Repertory Orchestra mit Wynton Marsalis und Ray Copeland. Zusammen mit Arthur Blythe, Chico Freeman und Don Moye gehörte er 1986 der All Star-Formation The Leaders an. 1990 nahm er mit seiner Bigband Brass Fantasy das Album My Way auf, das bei DIW erschien; 1992 folgte das Album The Fire This Time, das als sein wohl gelungenstes Werk gilt. Die Musik von Brass Fantasy knüpfte an die Traditionen der Marching Bands des frühen New Orleans Jazz an. Mit Amina Claudine Myers organisierte Bowie ein Orgel-Ensemble; mit seiner Frau Fontella Bass nahm er diverse Platten auf. In der New Yorker Town Hall hatte ein weiteres Orchesterwerk Bowies Premiere. Er schrieb die Titelmusik für die Bill-Cosby-Show (1990) und nahm Anfang der 1990er Jahre Filmmusiken mit Philippe Sarde auf; ferner arbeitete er mit Malachi Thompson (1994) und James Carter (Conversin’ with the Elders; 1995/96). Als Studiomusiker nahm er auch mit Namensvetter David Bowie auf. Lester Bowie starb 1999 an Leberkrebs.
Einer seiner jüngeren Brüder ist der Posaunist Joseph Bowie, der Gründer der Punk-Funk-Jazz-Band Defunkt.

## Würdigung

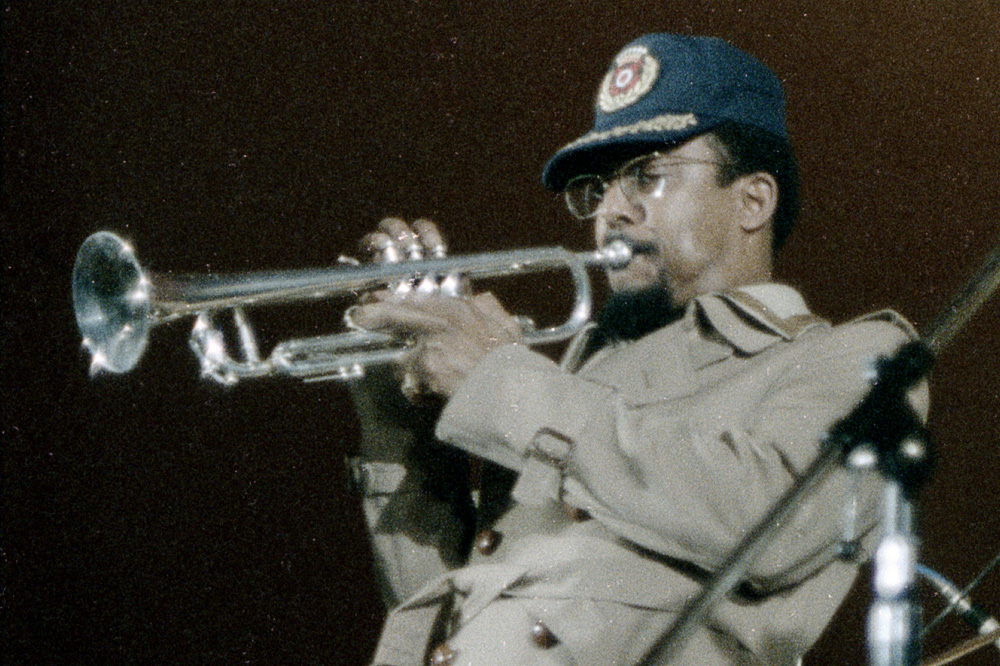
Lester Bowie, New Jazz Festival Moers (Moers Festival) 1978

Vom Kritikerpoll des Jazzmagazins Down Beat wurde Lester Bowie 1982 zum besten Trompeter gewählt; Joachim-Ernst Berendt beschrieb ihn als „Cootie Williams der Avantgarde“; „seine Kunst den Trompetenton zu formen und zu verändern, scheint unerschöpflich.“ Martin Kunzler nannte als weitere Bezugspunkte „die halb geöffneten Ventile Rex Stewarts“, „in seinem Spiel wird die New Orleans-Stimmung genauso heraufbeschworen wie Duke-Ellington-Atmosphäre“, auch klingen Einflüsse Miles Davis’ und Don Cherrys an.
Nach Ansicht von Carlo Bohländer verbindet Bowie in seinen Kompositionen Free Jazz, afrikanische Musik, Gospel und Rhythm-&-Blues-Elemente.
Ian Carr bezeichnete ihn als „flamboyanten Performer mit einem Flair für Comedy und Musikparodie, der verantwortlich für die theatralischen Elemente bei den Konzerten des Art Ensemble war.“ Außerdem sei er ein „großartiger Trompeter mit einem schönen runden Ton und einer Technik und Vorstellungskraft“, die eine ganze Trompetentradition umfasse, die von Bubber Mileys Growls bis zu den modernen Spielarten und dem Improvisationsfeld von Blues, populären Songs und ernsthafter Abstraktion reiche. Einschränkend bemerkte Carr, dass die „Gefahr in Bowies Theatralik“ liege, eine gelegentliche Leere in der musikalischen Aussage zu übertünchen. Die sei häufig bei der Musik der Brass Fantasy der Fall gewesen; und seine Growls, das Lallen und andere Manierismen konnten dann langweilen, weil sie kein genuines Gefühl oder eine kreative Vorstellung ausdrückten.
Nach Ansicht von Richard Cook und Brian Morton sei Bowie „ein großartiger Renegat der Musik und ein leidenschaftlicher Kritiker des Jazz-Konservatismus der 1980er und 1990er Jahre“ gewesen.
Zu den Musikern, die an die Leistungen Bowies anknüpften, zählt J.-E. Berendt u. a. Olu Dara, Baikida Carroll, Herb Robertson, Rasul Siddik, Stanton Davis und Paul Smoker.

## Diskographische Hinweise

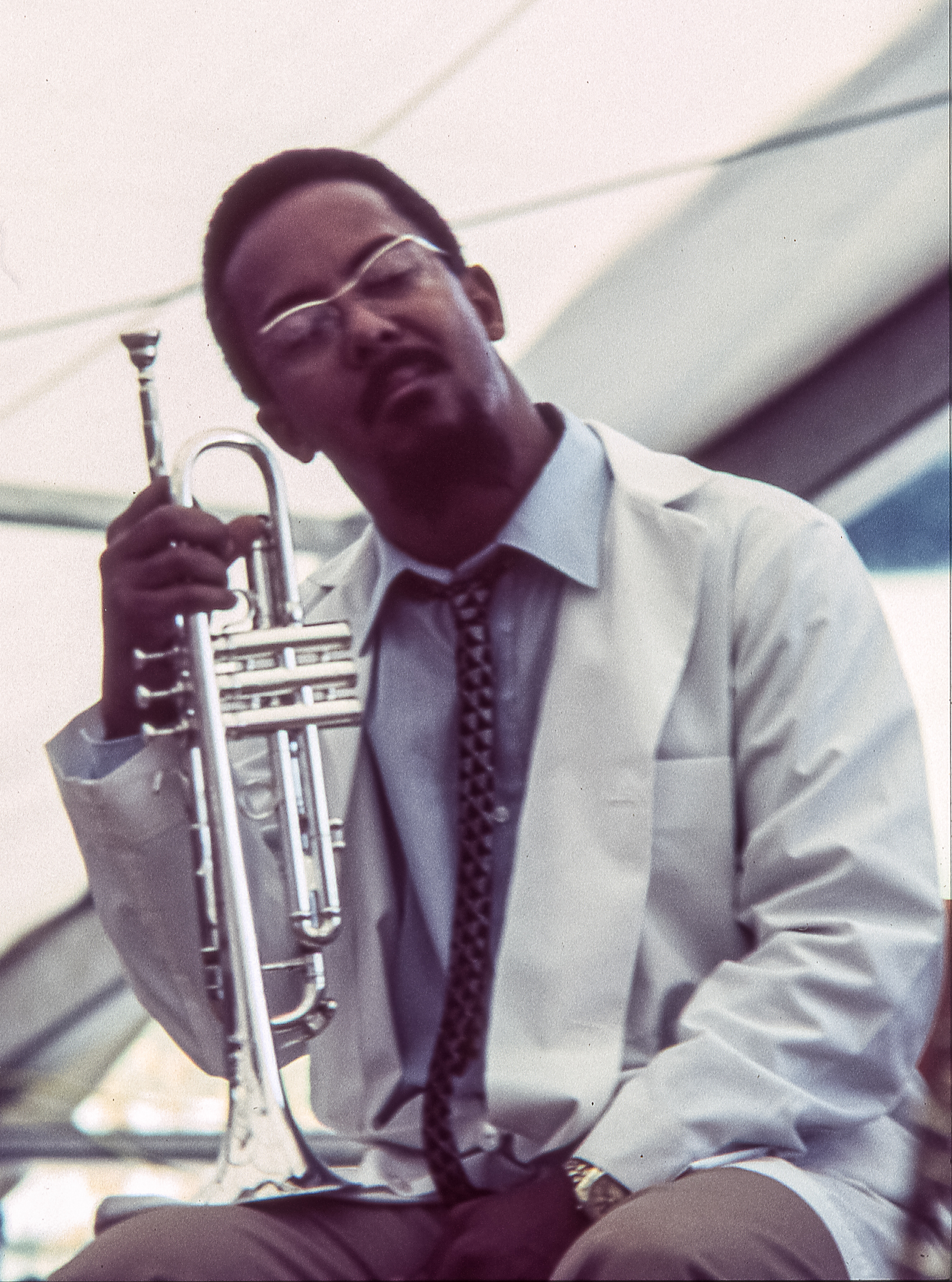
Lester Bowie, mit dem Art Ensemble of Chicago, Jazz Festival Zeltweg (Spielberg), 1983

- Mirage (Muse Records, 1974–1982) mit Julius Hemphill, John Stubblefield, John Hicks, Cecil McBee, Charles Bobo Shaw, Don Moye[7]
- The Fifth Power (Black Saint, 1978) mit Arthur Blythe, Amina Claudine Myers, Malachi Favors, Phillip Wilson
- The Great Pretender (ECM, 1981) mit Hamiet Bluiett, Fred Williams
- I Only Have Eyes for You (ECM, 1985) mit der Brass Fantasy
- Mudfoot (Black Hawk, 1986) als The Leaders mit A.Blythe, C.Freeman, K.Lightsee, C-McBee und D.Moye
- Serious Fun (DIW, 1989), mit Stanton Davis, Steve Turré, Frank Lacy, Vincent Chancey, Bob Stewart, Vinnie Johnson, Don Moye, d. i. die Brass Fantasy
- The Organizer (DIW, 1991) mit Steve Turré, James Carter, Amina Claudina Myers, Phillip Wilson, Don Moye
- The Fire This Time (In + Out, 1992)
- The Odyssey of Funk and Popular Music Vol. 1 (Birdology, 1997) mit Joseph Bowie, Gary Valente, Bob Stewart
- When the Spirit Returns (Dreyfus, 1997)

## Lexikalische Einträge
- Joachim Ernst Berendt und Günther Hoesmann: Das Jazzbuch. Frankfurt/M.; Fischer TB
- Carlo Bohländer, Karl Heinz Holler, Christian Pfarr: Reclams Jazzführer. 5., durchgesehene und ergänzte Auflage. Reclam, Stuttgart 2000, ISBN 3-15-010464-5.
- Ian Carr, Digby Fairweather, Brian Priestley: Rough Guide Jazz. Der ultimative Führer zur Jazzmusik. 1700 Künstler und Bands von den Anfängen bis heute. Metzler, Stuttgart/Weimar 1999, ISBN 3-476-01584-X.
- Richard Cook, Brian Morton: The Penguin Guide to Jazz Recordings. 8. Auflage. Penguin, London 2006, ISBN 0-14-102327-9.
- Leonard Feather, Ira Gitler: The Biographical Encyclopedia of Jazz. Oxford University Press, New York 1999, ISBN 0-19-532000-X.
- Martin Kunzler: Jazz-Lexikon. Band 1: A–L (= rororo-Sachbuch. Bd. 16512). 2. Auflage. Rowohlt, Reinbek bei Hamburg 2004, ISBN 3-499-16512-0.